# Mitsubishi Grandis
Mitsubishi Grandis — минивэн, выпускавшийся в 6- и 7-местном вариантах японской компанией Mitsubishi Motors.

## Безопасность
| NASVA                                                      | NASVA                                                                                   | NASVA | NASVA  |
| ---------------------------------------------------------- | --------------------------------------------------------------------------------------- | ----- | ------ |
| Фронтальный удар                                           |                                                                                         |       |        |
| Водитель:                                                  | 5 из 6 звёзд · 5 из 6 звёзд · 5 из 6 звёзд · 5 из 6 звёзд · 5 из 6 звёзд · 5 из 6 звёзд | 31,54 | 87,6 % |
| Пассажир:                                                  | 6 из 6 звёзд · 6 из 6 звёзд · 6 из 6 звёзд · 6 из 6 звёзд · 6 из 6 звёзд · 6 из 6 звёзд | 23,35 | 97,3 % |
| Протестированная модель: Mitsubishi Grandis Sport-X (2004) |                                                                                         |       |        |

Оборудован антиблокировочной системой тормозов АBS, электронной системой распределения тормозных усилий EBD и усилителем экстренного торможения. Также может устанавливаться динамическая система курсовой устойчивости MASC, совмещенной с противобуксовочной системой ASTC. Комплектуется двумя фронтальными, боковыми и оконными подушками безопасности, креплением детских кресел Isofix и системой обеспечения безопасности при столкновениях Mitsubishi RISE. При ударе педальный узел смещается вперед, предотвращая травмы ног водителя.